# Куженер
Кужене́р (мар. Кужэҥер) — посёлок городского типа, административный центр Куженерского района и городского поселения Куженер Республики Марий Эл России.

## Этимология
Название поселения происходит от одноименной реки Куженер (правый приток реки Немда), гидроним же восходит к марийским словам: кужу — «длинный» и эҥер — «река», что и подтверждается окрестной топонимией.

## География
Расположен в верховьях реки Немда (бассейн Вятки), в 65 км (по прямой) и 73 км (по автодороге) к северо-востоку от Йошкар-Олы, где расположена ближайшая железнодорожная станция.

## Население
| 1959  | 1970  | 1979  | 1989  | 2002  | 2009  | 2010  | 2012  | 2013  |
| ----- | ----- | ----- | ----- | ----- | ----- | ----- | ----- | ----- |
| 1541  | ↗2466 | ↗4289 | ↗6200 | ↘5869 | ↘5827 | ↘5384 | ↘5233 | ↘5126 |
| 2014  | 2015  | 2016  | 2017  | 2018  | 2019  | 2020  | 2021  | 2023  |
| ↘5073 | ↘4984 | ↘4979 | ↘4973 | ↘4938 | ↘4907 | ↘4815 | ↗4832 | ↘4744 |

Национальный состав
По итогам переписи населения 2020 года проживали следующие национальности (национальности менее 0,1 % и другое см. в сноске к строке «Другие»):
| Национальность | Численность, чел. | Доля     |
| -------------- | ----------------- | -------- |
| Русские        | 2291              | 47,41 %  |
| Марийцы        | 2072              | 42,88 %  |
| Татары         | 55                | 1,14 %   |
| Украинцы       | 14                | 0,29 %   |
| Чуваши         | 10                | 0,21 %   |
| Другие         | 390               | 8,07 %   |
| Итого          | 4832              | 100,00 % |

## Русская православная церковь
Никольская церковь, расположенная в бывшей трапезной разрушенного Куженерского Свято-Никольского женского монастыря.

## Известные уроженцы
- Бирицкая Зинаида Михайловна (род. 1940) — марийская советская танцовщица. Солистка балета Государственного ансамбля песни и танца «Марий Эл» (1960―1983). Заслуженная артистка РСФСР (1980). Заслуженная артистка Марийской АССР (1974).
- Сепеев Геннадий Андреевич (1932—2021) — советский и российский деятель науки, учёный-этнограф, педагог. Кандидат исторических наук (1973), заведующий отделом этнографии, ведущий научный сотрудник отдела этнографии Марийского научно-исследовательского института языка, литературы и истории им. В. М. Васильева. Член редколлегии журнала «Марийский археографический вестник» (г. Йошкар-Ола). Заслуженный деятель науки Республики Марий Эл (1994). Зарубежный член Финно-угорского общества Финляндии (г. Хельсинки, 1989). Член КПСС с 1962 года.

## Известные жители
Домрачев Захар Филатович (1925—2009) — марийский советский педагог. Завуч Куженерской средней школы (1953—1954, 1961—1985), заведующий Куженерским роно (1954—1961). Заслуженный учитель школы РСФСР (1961).